# Laliderer Bach
Der Laliderer Bach ist ein rund 6 km langer Wildbach in Tirol, der das Laliderer Tal im Karwendel durchfließt.
Er entspringt am Tiefleger der Lalidersalm, fließt in weitgehend nordwärtiger Richtung, bevor er im Rißtal in den Rißbach mündet.